# 高橋ユニオンズの選手一覧
高橋ユニオンズの選手一覧（たかはし-のせんしゅいちらん）は、高橋ユニオンズ及びトンボユニオンズに所属していた選手および監督・コーチの一覧である。

## 選手

### あ
- 相沢進（1954 - 1956）
- 青木惇（1955 - 1956）
- 荒川宗一（1956）
- 飯尾為男（1956）
- 飯山平一（1956）
- 石川進（1954 - 1956）
- 石崎正勝（1955）
- 板倉正男（1954）
- 板野強（1956）
- 市川治彦（1955 - 1956）
- 伊藤四郎（1955 - 1956）
- 今泉幸雄（1954 - 1956）
- 植田武彦（1954）
- 江藤晴康（1954）
- 大井光雄（1954 - 1956）
- 大木護（1954 - 1956）
- 大庭宏（1955 - 1956）
- 岡崎恒人（1954 - 1956）
- 小沢文夫（1955 - 1956）
- 小田野柏（1954）

### か
- 笠原和夫（1954 - 1956）
- 加藤一昭（1955 - 1956）
- 萱原稔（萱原一美）（1955 - 1956）
- 川口秀之（1954）
- 川田幸夫（1955）
- 北川桂太郎（1956）
- 久喜勲（1954）
- 栗木孝幸（1955 - 1956）
- 黒田一博（1954 - 1955・黒田博樹の父）
- 河内卓司（1954 - 1956）

### さ
- 坂本木雄（1956）
- 佐々木信也（1956）
- 柴原光三（1955 - 1956）
- スタルヒン（1954 - 1955）

### た
- 高橋一雄（1954 - 1955）
- 滝良彦（1954 - 1956）
- 武末悉昌（1954 - 1955）
- 田中淳二（1954 - 1955）
- 田中照雄（1955 - 1956）
- 田村満（1954）
- 筒井敬三（1956）
- 筒井真次（1956）
- ジム・ドゥール（1954）

### な
- 中西由行（1955）
- 中野隆夫（1954 - 1956）
- 西倉実（1954 - 1955）
- 野村武史（1954 - 1955）

### は
- 萩原昭（1954 - 1955）
- 長谷川宏司（1955 - 1956）
- 長谷川善三（1954）
- 服部武夫（1954 - 1955）
- 浜崎勝（1954）
- 原田康明（1955）
- 東谷夏樹（1955）
- 樋口貞一（1955）
- 兵頭冽（1955 - 1956）
- 深見安博（1954）
- 藤井清一郎（1954）
- ドン・ブッサン（1955）

### ま
- 前川忠男（1955 - 1956）
- ジミー・マケーブ（1954）
- 松岡一郎（1955）
- 松田康彦（1955）
- 松田勇吉（1954 - 1955）
- 三瀬雅康（1954 - 1955）
- 見乗敏茂（1955 - 1956）
- 宮崎一夫（1956）
- 村田博秀（1954）

### や
- 安井直史（安井亀和）（1954 - 1955）
- 矢部滋（1954）
- 山岸静馬（1956）
- 山田利昭（1954 - 1956）
- 山部精治（1956）
- 吉岡史郎（1954 - 1956）
- 吉田陽次（1956）

### ら
- サル・レッカ（1954 - 1955）

### わ
- 渡辺光明（1955 - 1956）

## 監督・コーチ
監督
- 浜崎真二（1954 - 1955途中）
- 笠原和夫（1955途中 - 1956）

コーチ
- 上林繁次郎（1954 - 1955）
- 若林忠志（1955）